# Quartetto (musica)
In musica il quartetto è un complesso musicale di quattro esecutori. Il termine indica anche una composizione musicale per tale organico.

## Musica colta
Nella musica strumentale il classico quartetto è il quartetto d'archi costituito da due violini, viola e violoncello. In molti casi il quartetto d'archi diventa quintetto quando viene integrato da una seconda viola, o da un secondo violoncello, oppure da un contrabbasso.
La fortuna di questa piccola formazione strumentale, formatasi già verso la metà del XVIII secolo, è solitamente legata alla grande diffusione della musica da camera nel XIX secolo.
Nella musica vocale il termine indica una composizione espressa da quattro voci soliste che abbiano o meno accompagnamento. La formazione è spesso usata nell'opera lirica, nella cantata e nell'oratorio.

## Musica jazz
Nel jazz le formazioni per quattro strumenti in genere comprendono una sezione ritmica composta da batteria e contrabbasso oppure elettrico o ancora, in origine, il basso tuba, e due strumenti solisti, tipicamente strumenti a fiato, quali il sassofono, la tromba, il trombone, il clarinetto, oppure il pianoforte (o un altro tipo di tastiera quale l'organo) o la chitarra, anche con funzioni ritmiche.